# Oh Se-hoon
Oh Se-hoon (en hangul, 오세훈; en hanja, 吳世勳) (Seongdong-gu, Seúl, 4 de enero de 1961); es un abogado y político surcoreano. Es el actual alcalde de Seúl y es miembro del conservador Partido del Poder Popular.
Está casado con Song Hyeon-ok y tiene dos hijas (Oh Joo-won y Oh Seung-won). Se declara católico.

## Biografía
Oh Se-Hoon nació en el barrio Seongdong-gu de Seúl. Realizó estudios en la Daeil High School y en la Universidad de Hankuk de Estudios Extranjeros. Se graduó de abogado por la Escuela de Leyes de la Universidad de Corea.
Oh fue elegido miembro de la 16.ª Asamblea Nacional de Corea del Sur.  En 2006 compitió por la Alcaldía de Seúl y ganó la elección. Fue reelecto para un segundo periodo en el año 2010.

## Escritos
- 가끔은 변호사도 울고싶다 (When a Lawyer Wants to Cry) by Oh Se-hoon (Myeongjin Publishing, October 1995) ISBN 89-7677-030-7
- 우리는 실패에서 희망을 본다 (Failure Offers Seeds of Hope) by Kang Won-taek, Kim Ho-ghi, Oh Se-hoon, and Lee Young-jo (Hwanggeumgaji Publishing, August 2005) ISBN 89-8273-930-9